# Luigi Rossi (Maler)

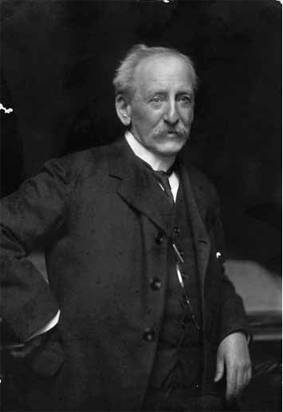
Luigi Rossi im Jahr 1922

Luigi Rossi (* 10. März 1853 in Cassarate; † 6. August 1923 in Tesserete) war ein Schweizer Maler und Illustrator.

## Leben

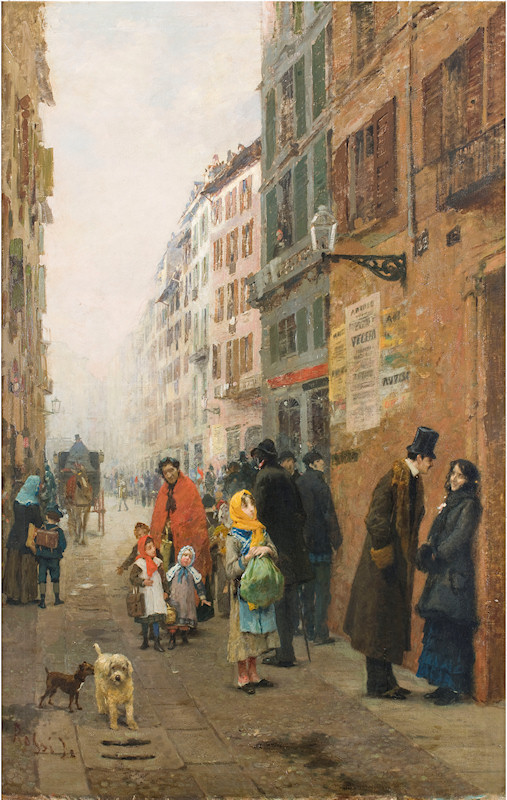
Eine Strasse in Mailand, ca. 1881 (Fondazione Cariplo)

Die Familie von Luigi Rossi übersiedelte 1856 nach Mailand, wo der Künstler mit nur 11 Jahren als Schüler in die Kunstakademie Brera aufgenommen wurde.
1884 bis 1888 hielt er sich in Paris auf, wo er unter anderem Bücher von Alphonse Daudet (Tartarin sur les Alpes) und Pierre Loti (Madame Chrysanthème) illustrierte. Nach diversen Reisen durch Italien und der Teilnahme an der ersten Biennale von Venedig 1895 setzte sich Rossi für eine Neugestaltung der Zeichenschulen im Kanton Tessin ein. Rossi malte vorwiegend Porträts und Landschaften. In rustikalen Szenen sind die Einflüsse von Ferdinand Hodler zu erkennen. In den 1890er-Jahren wandte sich der bisher vom Realismus geprägte Maler dem Symbolismus zu. Ab 1913 wurde das Haus in Biolda bei Tesserete, in dem sich heute das «Museum Luigi Rossi» befindet, zum Zentrum seines Lebens und Arbeitens. 
1924 würdigten zwei Ausstellungen in der Società per le Belle Arti ed Esposizione Permanente in Mailand und in der Villa Ciani, Lugano, den im Vorjahr verstorbenen Maler.

## Werke (Auswahl)
- Temporale in montagna (1882)[5]
- Rêves de Jeunesse (1894)[6]
- Il Mosto (1898)[7]